# 20世紀タイムトラベラー
『20世紀タイムトラベラー』は、2021年12月8日からYouTubeにて配信開始されている音声配信番組。
ケンケンクリエイト制作。番組の合間にディスクユニオンや東映チャンネルの告知が挿入される。

## 概要
主に1960年代～1990年代のテレビ番組、映画、アニメ、特撮、音楽等サブカルチャーをテーマに取りあげて、それらに携わった人物、またはそれらに造詣のある人物をゲストに招いてトークをくり広げていく。日本のサブカルチャーを中心に取り上げるが、時にブルース・リーやインディ・ジョーンズのように、日本で人気を誇った海外の俳優、映画をテーマにすることもある。
2023年現在、収録日や配信日、収録場所は定まっていないが、一か月に1～2回を目途に更新されている。

## 出演
- 剣持光（メインパーソナリティー）
- 大坂唯（アシスタント）

## ゲストと特集
|    | ゲスト                                        | 内容 |
| -- | --------------------------------------------- | --- |
| 1  | なし                                          | 「昭和のアニメソング特集」                                                                                 |
| 2  | 新井正人（シンガーソングライター）            | ※特集名はないが、主に「機動戦士ガンダムZZ」について                                                        |
| 3  | 水野哲（元子役、俳優）                        | ※特集名はないが、主に昭和の子役や芸能界について                                                            |
| 4  | 杉本博士（ディスクユニオン）                  | 「ゴダイゴ特集」                                                                                           |
| 5  | さざェモン（YouTuber）                        | 「大山のぶ代版 映画ドラえもん特集」                                                                        |
| 6  | 謝花義哲（シンガーソングライター）            | 「少林寺木人拳 日本公開版主題歌『ミラクル・ガイ』特集」                                                    |
| 7  | 鈴木啓之（アーカイバー）                      | 「昭和のテレビ主題歌特集」                                                                                 |
| 8  | ウクレレえいじ（ウクレレ漫談家）              | ※特集名はないが、主に昭和の日本映画について                                                                |
| 9  | 山口記弘（元・東映太秦映画村社長）            | 「東映時代劇特集」（前編）                                                                                 |
| 10 | 山口記弘（元・東映太秦映画村社長）            | 「東映時代劇特集」（後編）                                                                                 |
| 11 | 森累珠、森田ヨーコ（女優、YouTuber）          | 「ブルース・リー特集」                                                                                     |
| 12 | 河崎実（映画監督、バカ映画の巨匠）            | ※特集名はないが、主に昭和の特撮作品について                                                                |
| 13 | ツカーサ（YouTubeクリエイター）               | 「世界名作劇場特集」                                                                                       |
| 14 | 泉麻人（コラムニスト）                        | ※特集名はないが、主に昭和のテレビ番組、テレビCMについて                                                    |
| 15 | 白石雅彦（作家）                              | 「ウルトラマン特集」                                                                                       |
| 16 | 松崎健夫（映画評論家）                        | 「1990年代の日本映画特集」（前編）                                                                         |
| 17 | 松崎健夫（映画評論家）                        | 「1990年代の日本映画特集」（後編）                                                                         |
| 18 | まなてぃ（お笑い芸人）                        | ※特集名はないが、主に昭和の日本映画について                                                                |
| 19 | 筒井巧（俳優）                                | ※特集名はないが、主に「世界忍者戦ジライヤ」について                                                        |
| 20 | タブレット純（ウクレレ漫談家）                | ※特集名はないが、主にムード歌謡について                                                                    |
| 21 | ユリオカ超特Q（お笑い芸人）                   | 「1980年代のアイドル特集」                                                                                 |
| 22 | 山野さと子（歌手）                            | ※特集名はないが、主にアニメソング、童謡について                                                            |
| 23 | 松崎健夫（映画評論家） 笹木かおり（タレント） | 「20世紀の外国映画主題歌特集」                                                                             |
| 24 | 妹尾青洸（俳優）                              | ※特集名はないが、主に「超人機メタルダー」について                                                          |
| 25 | 池田裕子（モデル）                            | 「ガラスの仮面特集」                                                                                       |
| 26 | 倉知成満（俳優）                              | ※特集名はないが、主に「バトルフィーバーJ」について                                                         |
| 27 | 岡本麻弥（声優）                              | ※特集名はないが、主に「機動戦士Zガンダム」、 「メイプルタウン物語」、外国映画の吹替について                |
| 28 | 植村喜八郎（俳優）                            | ※特集名はないが、主に「超新星フラッシュマン」、 「地球戦隊ファイブマン」について                           |
| 29 | 松崎健夫（映画評論家）                        | 「インディ・ジョーンズ特集」（前編）                                                                       |
| 30 | 松崎健夫（映画評論家）                        | 「インディ・ジョーンズ特集」（後編）                                                                       |
| 31 | 原大輔（歌手）                                | ※特集名はないが、主に「新竹取物語1000年女王」、 ヒット曲「秋冬」について                                   |
| 32 | 島津冴子（声優）                              | ※特集名はないが、主に「うる星やつら」、「オタスケマン」、 「戦闘メカザブングル」、「さすがの猿飛」について |
| 33 | 鈴木啓之（アーカイバー）                      | 「夏だ！海だ！若大将特集」                                                                                 |
| 34 | 折笠愛（声優）                                | ※特集名はないが、主に「小公子セディ」、「三丁目の夕日」、 「ホーム・アローン」について                     |
| 35 | 鈴木美潮 （ジャーナリスト、日本特撮党党首）   | 「昭和特撮ヒーロー特集」                                                                                   |
| 36 | 藤田三保子（女優）                            | ※特集名はないが、主に「鳩子の海」、「Gメン’75」について                                                    |
| 37 | 坂本千夏（声優）                              | ※特集名はないが、主に自身が出演したアニメ作品について                                                      |
| 38 | 松崎健夫（映画評論家）                        | 「インディ・ジョーンズ特集」                                                                               |